# João Camilo Teixeira Fontes
João Camilo Teixeira Fontes foi um político brasileiro do estado de Minas Gerais. Foi deputado estadual em Minas Gerais pelo PSD de 1947 a 1951.